# معما (فیلم ۱۹۷۷)
«معما» (انگلیسی: Paheli (1977 film)) یک فیلم است که در سال ۱۹۷۷ منتشر شد.